# Dannenberg/Mark
Dannenberg/Mark (letteralmente: "Dannenberg/Marca") è una frazione del comune tedesco di Falkenberg, nel Land del Brandeburgo.

## Storia
Il 31 dicembre 2001 il comune di Dannenberg/Mark venne soppresso e aggregato al comune di Falkenberg.

## Geografia antropica
Alla frazione appartengono le località di Dannenberg/Mark, Krummenpfahl, Platzfelde, Torgelow e Bodenseichen.